# 河北秀也
河北 秀也（かわきた ひでや、1947年4月9日 - ）は、日本のアートディレクター。日本ベリエールアートセンター主宰。東京芸術大学美術学部デザイン科名誉教授。福岡県久留米市出身。美術評論家河北倫明は伯父に当たる。

## 略歴
久留米大学附設高等学校、東京藝術大学卒業。藝大2年の時にサクマ製菓のキャンディ「いちごみるく」のデザインを手がける。東京藝術大学の卒業制作としては営団地下鉄の地下鉄路線図をデザインした（卒業には間に合わなかったものの、営団に正式に起用された）。
1974年、日本ベリエールアートセンターを設立。70年代から80年代にかけて営団地下鉄（現：東京メトロ）のマナーポスターをシリーズで手がける。
姉夫婦が三和酒類で働いていたため、1983年より三和酒類焼酎「いいちこ」の商品企画、ポスターなどのアートディレクションを手がけている（季刊誌iichiko）。CMのテーマソングには初期より河北と旧友であるビリー・バンバンの楽曲を使っているが、2009年には、いいちこの新製品「日田全麹」CMソングに彼等の『また君に恋してる』を坂本冬美にカバーさせ、大ヒットとなった。最初にポスターを制作した頃に比べ、2023年時点でのいいちこの販売量は約200倍に増加している。
菅直人と40年来の親交がある。同じく民主党の衆議院議員古賀一成とは中学の同級生。
2000年グッドデザイン賞、2001年ナショナル・ジオグラフィック広告賞（アートディレクター、写真家として）、日本パッケージデザイン大賞などを受賞。 
東北芸術工科大学教授を長年にわたり勤めた後、2003年より母校東京芸術大学デザイン科教授に就任。2015年退官、名誉教授。